# Harthorne Wingo
Harthorne Nathaniel Wingo (Tryon, Carolina del Norte, 9 de septiembre de 1947-23 de enero de 2021) fue un jugador de baloncesto estadounidense que disputó cuatro temporadas en la NBA, además de hacerlo en la EBA y en la liga italiana. Con 1,98 metros de estatura, lo hacía en la posición de alero.

## Trayectoria deportiva

### Universidad
Se formó en el pequeño Junior College de Friendship, aunque posteriormente jugó durante algún tiempo en el mítico Rucker Park de Nueva York.

### Profesional
Tras no ser elegido en el Draft de la NBA, fichó por los Allentown Jets de la EBA, donde jugó 3 temporadas. En 1972 ganaron la liga, y Wingo fue elegido MVP de la competición.
Mediada la temporada 1972-73 fichó por los New York Knicks, y en su primera temporada consiguió el anillo de campeón de la NBA tras derrotar a Los Angeles Lakers en las Finales, promediando 1,5 puntos y 1,2 rebotes por partido.
Jugó 3 temporadas más con los Knicks, siendo la más destacada la 1974-75, en la que por fin jugó más de 20 minutos por partido, promediando 7,4 puntos y 5,6 rebotes por partido.
Tras no ser renovado, se fue a jugar al Pallacanestro Cantù de la liga italiana durante dos temporadas, y otras dos con el Basket Mestre, con quienes ascendió de la Serie A2 a la A1. En sus cuatro años en Italia promedió 17,5 puntos y 12,3 rebotes por partido.

## Estadísticas de su carrera en la NBA

### Temporada regular
| Temporada | Edad | Equipo          | Liga | P   | TIT | MIN  | TC  | TCA | %TC  | 3P | 3PA | %3P | TL  | TLA | %TL  | R.OF. | R.DEF. | REB | ASIS | ROB | TAP | PER | FP  | PTS |
| 1972-73   | 25   | New York Knicks | NBA  | 13  |     | 4.5  | 0.7 | 1.7 | .409 |    |     |     | 0.2 | 0.5 | .333 |       |        | 1.2 | 0.1  |     |     |     | 0.7 | 1.5 |
| 1973-74   | 26   | New York Knicks | NBA  | 60  |     | 8.9  | 1.4 | 2.9 | .477 |    |     |     | 0.8 | 1.3 | .632 | 1.2   | 1.6    | 2.8 | 0.4  | 0.1 | 0.2 |     | 1.4 | 3.5 |
| 1974-75   | 27   | New York Knicks | NBA  | 82  |     | 20.6 | 2.8 | 6.2 | .460 |    |     |     | 1.7 | 2.3 | .754 | 2.0   | 3.6    | 5.6 | 1.0  | 0.6 | 0.4 |     | 2.6 | 7.4 |
| 1975-76   | 28   | New York Knicks | NBA  | 57  |     | 9.4  | 1.3 | 2.9 | .442 |    |     |     | 0.7 | 1.1 | .667 | 0.8   | 1.1    | 1.9 | 0.3  | 0.3 | 0.1 |     | 1.0 | 3.2 |
| Total     |      |                 | NBA  | 212 |     | 13.3 | 1.9 | 4.1 | .459 |    |     |     | 1.1 | 1.6 | .702 | 1.4   | 2.3    | 3.5 | 0.6  | 0.4 | 0.3 |     | 1.7 | 4.8 |

### Playoffs
| Temporada | Edad | Equipo          | Liga | P  | MIN | TCA | TC | 3PA | 3P | TLA | TL | R.OF. | REB | ASIS | ROB | TAP | PER | FP | PTS | %TC  | %3P | %FT  | MIN  | PTS | REB | AST |
| 1972-73   | 25   | New York Knicks | NBA  | 3  | 12  | 5   | 13 |     |    | 1   | 2  |       | 7   | 0    |     |     |     | 1  | 11  | .385 |     | .500 | 4.0  | 3.7 | 2.3 | 0.0 |
| 1973-74   | 26   | New York Knicks | NBA  | 5  | 16  | 6   | 11 |     |    | 0   | 0  | 2     | 3   | 1    | 1   | 0   |     | 2  | 12  | .545 |     |      | 3.2  | 2.4 | 0.6 | 0.2 |
| 1974-75   | 27   | New York Knicks | NBA  | 3  | 76  | 10  | 23 |     |    | 7   | 10 | 9     | 22  | 7    | 4   | 0   |     | 7  | 27  | .435 |     | .700 | 25.3 | 9.0 | 7.3 | 2.3 |
| Total     |      |                 | NBA  | 11 | 104 | 21  | 47 |     |    | 8   | 12 | 11    | 32  | 8    | 5   | 0   |     | 10 | 50  | .447 |     | .667 | 9.5  | 4.5 | 2.9 | 0.7 |